# Bloedtransfusie

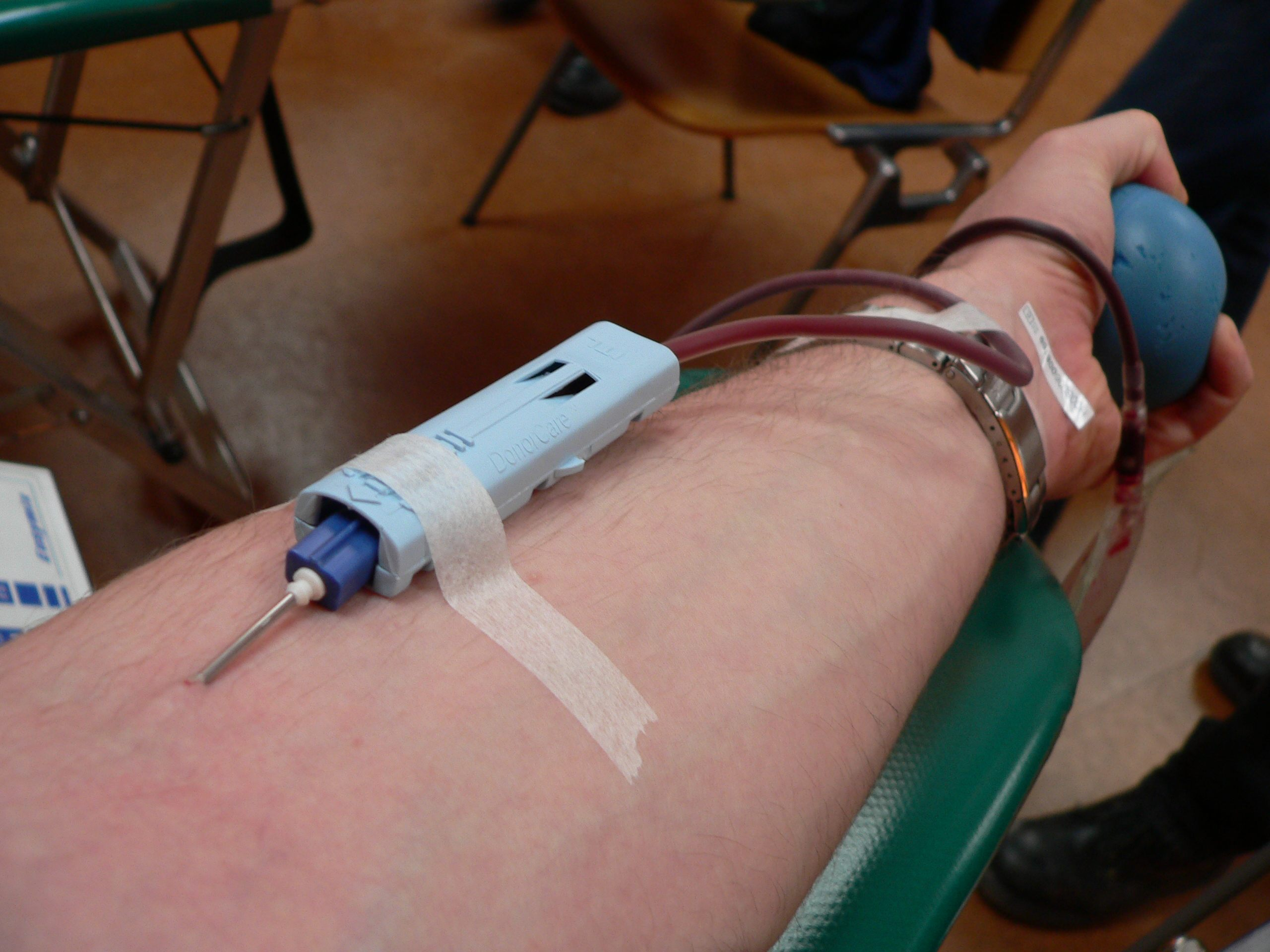
Bloedafname ten behoeve van transfusie

Bij een bloedtransfusie brengt men bloed, afkomstig van een bloeddonor, in de aderen van een patiënt die dit bloed nodig heeft vanwege ernstige bloedarmoede door bijvoorbeeld bloedverlies of door een probleem met de bloedaanmaak.

## Compatibiliteit

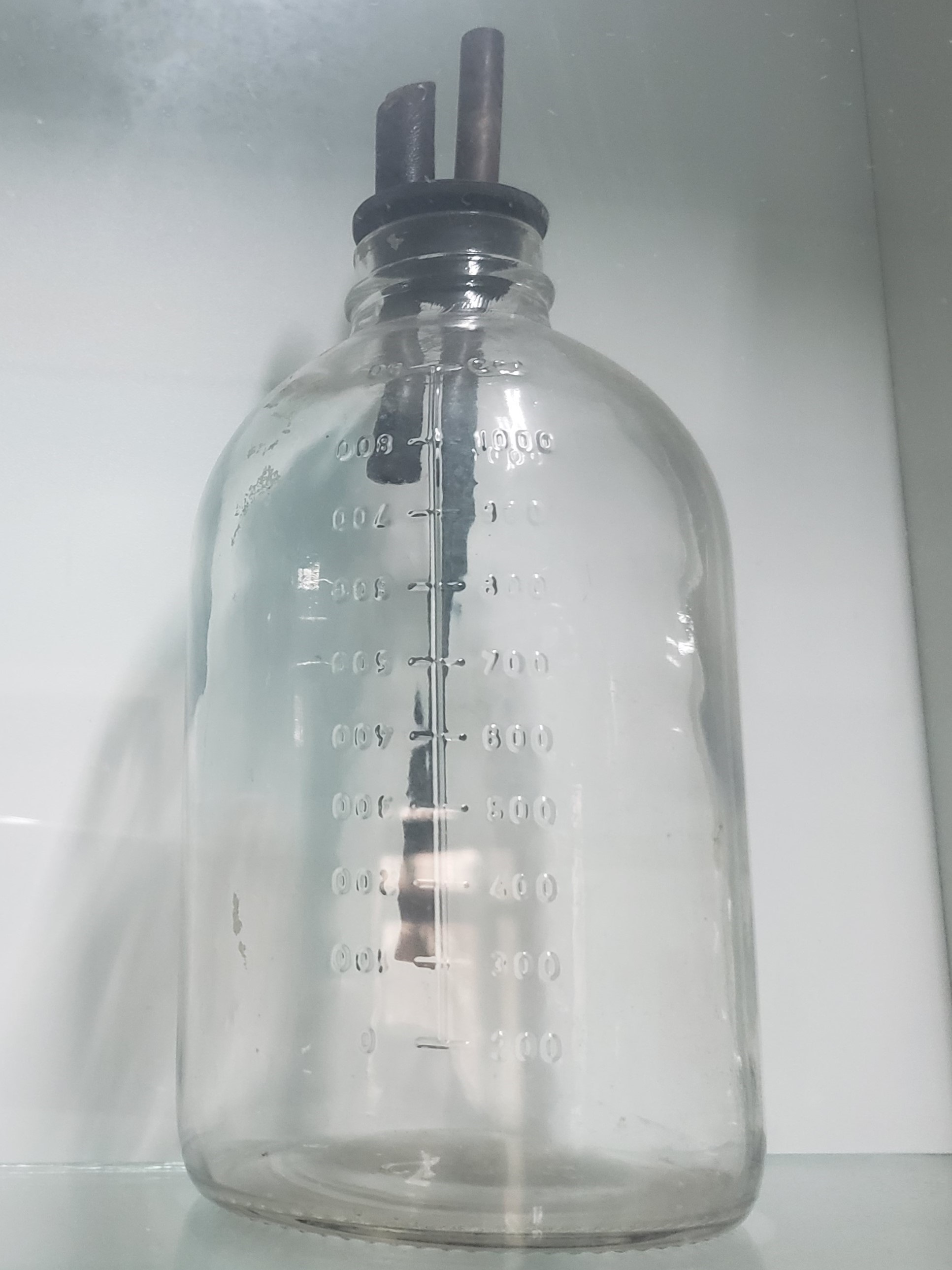
Glas voor bloedtransfusie, Herinneringscentrum Verpleegkunde UFES

Een bloedtransfusie is alleen mogelijk als ontvanger en donor dezelfde of een compatibele (uitwisselbare) bloedgroep hebben, omdat anders gevaarlijke afweerreacties kunnen optreden. Voorafgaand aan de bloedtransfusie wordt dan ook altijd een compatibiliteitsonderzoek uitgevoerd. Dit onderzoek bestaat uit de volgende stappen:
- Bepaling van de AB0-bloedgroep en resus D-factor van de ontvanger en van de donor. Bloedgroep AB0 en resus D-factor zijn de meest immunogene bloedgroepen en dienen daarom onderzocht te worden.
- Antistofscreening: serum van de ontvanger wordt onderzocht op irregulaire antistoffen.
- In alle gevallen behalve bij onmiddellijk levensbedreigende spoed wordt er ook nog een kruisproef uitgevoerd tussen het serum van de ontvanger en de rode bloedcellen van de donor. Hierbij worden rode bloedcellen van de donor geïncubeerd met serum van de ontvanger. Treedt bij deze kruisproef samenklontering op (door aanwezigheid van antistoffen) dan is transfusie met dat bloed niet mogelijk. Er wordt dan een nieuwe zak bloed uitgekozen voor het inzetten van een nieuwe kruisproef. Pas als er geen samenklontering optreedt tussen het serum van de ontvanger en de rode bloedcellen van de donor kan het bloed aan de patiënt gegeven worden voor transfusie.
- Als er in de antistofscreening of in de kruisproef positieve reacties optreden dan moeten er verdere onderzoeken uitgevoerd worden.

## Ontvangen van bloed
Omdat er veel verschillende, onderling niet verenigbare bloedgroepen bestaan, is het niet mogelijk om van iedereen bloed te ontvangen. In het algemeen geldt: wie een bepaalde factor niet heeft, mag geen bloed ontvangen waarin die factor aanwezig is. Als dat wel gebeurt kan iemand een afweerreactie krijgen op de "vreemde" deeltjes die plotseling in het lichaam aanwezig zijn. Bloedgroep 0 resus D-negatief (0-) wordt gezien als de universele donor, dit bloed kan aan iedere ontvanger gegeven worden. Bloedgroep AB resus D-positief (AB+) wordt gezien als universele ontvanger, deze persoon kan bloed van iedereen ontvangen. Voor wat betreft het AB0-systeem is dit echter geen absoluut gegeven, want de antistoffen van donorbloed van groep A, B of 0 kunnen toch reageren met de rode cellen van de acceptor met bloedgroep AB, A of B. Dit effect is relatief mild doordat de in het donorbloed aanwezige antistoffen snel worden opgebruikt waarna de rode donorcellen - die immers geen antigeen bevatten waartegen de antistoffen van de acceptor te keer zouden kunnen gaan - gewoon hun werk kunnen doen. Bij het geven van alleen rode cellen - "packed cells" - treedt dit bezwaar niet op, maar uit oogpunt van voorraad-efficiëntie is het toch verstandiger dezelfde bloedgroep toe te dienen.
Bij een bloedtransfusie worden levende bloedcellen getransplanteerd. Het is essentieel om tijdens een bloedtransfusie de juiste bloedgroep te geven. De video hiernaast is een simulatie onder de microscoop wat er gebeurt als men dit niet doet: er vindt een directe agglutinatie (samenklontering) reactie plaats, met mogelijk dodelijke gevolgen.
Er zijn nog veel meer bloedgroepen, maar die zijn voor de dagelijkse praktijk van de bloedtransfusie minder van belang. In spoedsituaties wordt er altijd bloedgroep 0- gegeven.
In de onderstaande tabel is te zien welke bloedtransfusies mogelijk zijn. Een '+' geeft aan dat de bloedtransfusie mogelijk is, een '-' geeft aan dat deze niet mogelijk is. Van boven naar beneden is te zien welke bloedgroep kan doneren en van links naar rechts welke bloedgroep kan ontvangen.
|     | A+ | A- | B+ | B- | AB+ | AB- | 0+ | 0- |
| --- | -- | -- | -- | -- | --- | --- | -- | -- |
| A+  | +  | -  | -  | -  | +   | -   | -  | -  |
| A-  | +  | +  | -  | -  | +   | +   | -  | -  |
| B+  | -  | -  | +  | -  | +   | -   | -  | -  |
| B-  | -  | -  | +  | +  | +   | +   | -  | -  |
| AB+ | -  | -  | -  | -  | +   | -   | -  | -  |
| AB- | -  | -  | -  | -  | +   | +   | -  | -  |
| 0+  | +  | -  | +  | -  | +   | -   | +  | -  |
| 0-  | +  | +  | +  | +  | +   | +   | +  | +  |

## Risico's van een bloedtransfusie
Bloed kan ziekteverwekkers bevatten en deze kunnen bij een bloedtransfusie overgedragen worden van de donor op de ontvanger. Binnen Nederland wordt er met zeer geavanceerde systemen gewerkt om de kans op overdracht van zieken door een bloedtransfusie zo klein mogelijk te houden. Ernstige ziekten die door bloedtransfusies kunnen worden overgebracht zijn onder andere: hiv/aids, syfilis, hepatitis B en andere vormen van virale hepatitis, en malaria. Om deze redenen worden bloeddonoren onder andere gescreend op ziekten, zowel door te vragen naar ziekten of naar omstandigheden die geassocieerd zijn met een verhoogde kans op ziekte, als door tests te verrichten op het afgenomen bloed.
Omdat bijvoorbeeld bij hiv/aids enige tijd (een paar weken tot maanden) verloopt tussen het moment van besmetting en het aantoonbaar worden van die besmetting in het bloed van een donor, terwijl de ziekte dan al wel door een transfusie zou kunnen worden overgedragen, wordt het bloed van nieuwe donoren gedurende een langere periode opgeslagen. Pas wanneer bij een nieuwe analyse van het bloed van de donor, enige maanden later, wordt bewezen dat de donor niet besmet is met hiv, worden de zakken bloed vrijgegeven voor donatie. Tevens worden mensen met een duidelijk verhoogde kans op besmetting in de meeste landen niet als donor geaccepteerd.
Mede vanwege deze risico's wordt bij alle ingrepen geprobeerd bloedverlies te vermijden of in elk geval te reduceren om de noodzaak tot bloedtransfusie (en andere risico's) te minimaliseren. Zie verderop bij het kopje "Alternatieven voor bloedtransfusie".

## Bloedcomponenten
Vroeger werd er bloedtransfusie gegeven met volbloed. Dit betekende dat het volledige bloed dat afkomstig was van de donor gegeven werd aan de patiënt. Volbloedtransfusies kunnen ernstige bijwerkingen of gevolgen hebben en worden daarom in Nederland niet meer uitgevoerd. Wanneer er nu sprake is van een bloedtransfusie worden er alleen rode bloedcellen (PC, packed cells; EC, erytrocytenconcentraat) gegeven. Deze rode bloedcellen worden verkregen door volbloed te centrifugeren waardoor er scheiding van de verschillende componenten van bloed ontstaat, zoals rode bloedcellen en plasma. Rode bloedcellen (erytrocyten, packed cells) worden gegeven bij bloedarmoede, bij groot bloedverlies en voor, tijdens en na operaties. Overige producten die uit donorbloed gewonnen worden zijn onder andere bloedplaatjes en plasma. Bloedplaatjes (trombocyten) worden gegeven wanneer de patiënt een tekort aan bloedplaatjes heeft, waardoor problemen in de bloedstolling ontstaan. Omdat een dergelijke transfusie met bloedplaatjes maar enkele dagen effect heeft wordt dit alleen gedaan als er uitzicht op herstel van de normale situatie is bij de patiënt. Plasma wordt gegeven bij grote bloedingen in combinatie met rode bloedcellen en bij therapeutische plasmaferese.

## Alternatieven voor bloedtransfusies
Er zijn ook alternatieven voor transfusies van donorbloed:
- Voor het aanvullen van bloedplasma, dat bij een bloeding verloren is gegaan, gebruikt men al tientallen jaren zogenaamde kristalloïden, zoals fysiologisch zout (0,9% natriumchloride oplossing) en 'Ringers lactaat' (een oplossing die qua concentraties zouten meer overeenkomt met de samenstelling van bloedplasma dan fysiologisch zout), of colloïden zoals 'Dextran' en 'Hexastarch'.
- Voor het zuurstoftransport kan een PFC-emulsie (perfluorcarbonverbinding) worden ingespoten.
- Bij "autotransfusie" wordt enige tijd vóór de operatie bloed afgenomen van de patiënt, zodat dit later eventueel kan worden toegediend.
- Op termijn zou Fluosol gebruikt kunnen worden als volledig alternatief, een 'kunstbloed' waarop een mens 72 uur zou kunnen overleven. Dit laatste product is nog steeds in ontwikkeling en kan de huidige bloedproducten nog steeds niet vervangen.

Naast deze alternatieven zijn er behandelmethoden die de noodzaak tot een bloedtransfusie kunnen verkleinen, zoals:
- Hemodilutie (kunstmatige verdunning van het bloed) is een methode om de concentratie aan rode bloedcellen te laten dalen, waardoor de patiënt tijdens de operatie weliswaar net zoveel volume kwijtraakt, maar daarmee minder rode bloedcellen verliest. Deze methode kan bij alle operaties worden toegepast, maar vindt alleen plaats bij operaties waarvan bekend is dat er veel bloed verloren zal gaan.
- Het voor de operatie toedienen van erytropoëtine, een hormoon die het beenmerg prikkelt om versneld rode bloedcellen aan te maken.
- De CellSaver is een apparaat dat opgezogen bloed uit het operatieve gebied reinigt door middel van wascycli en centrifugatie en er een ‘erytrocytenconcentraat’ uit vervaardigt dat vervolgens gereïnfundeerd kan worden bij de patiënt. In de praktijk blijkt het alleen bij groot bloedverlies een reële optie.[2]

## Trivia
- William Murphy jr. verbeterde het ontwerp van de bloedzak, gebruikt voor bloedtransfusies.
- Jehova's getuigen accepteren uit geloofsoverwegingen geen bloedtransfusie of transfusie van rode bloedcellen, witte bloedcellen, bloedplaatjes en bloedplasma. Als een Jehova's getuige een dergelijke medische behandeling toestaat en daarvan geen berouw heeft, wordt de persoon uitgesloten. Op het accepteren van bloedfracties, bloedrecyclingapparatuur (zoals de cellsaver) of dialyse staan geen sancties.
- Het ziekenhuis 'Englewood Hospital' in New Jersey in de Verenigde Staten is gespecialiseerd in bloedvrije chirurgie en zij stellen dat bloedvrije behandelingen leiden tot minder complicaties en een sneller herstel. Zij beweren dat zij vele artsen opleiden uit andere landen om hun technieken bekendheid te geven. De video op hun site laat een opname van een CellSaver tijdens een operatie zien.[3]
- Tussen 1931 en 1939 speelden Sparta Rotterdam en Feyenoord ieder jaar de bloedtransfusiewedstrijd. De opbrengst van deze wedstrijd kwam ten goede aan het Rode Kruis.
- Het hoofdkantoor van de ISBT, de International Society of Blood Transfusion, is gevestigd in Amsterdam.[4]
- Een bloedzak wordt in een klinische omgeving een “packed cell” genoemd.